# Stan Getz
Stan Getz (tên khai sinh Stanley Gayetski, sinh ngày 2 tháng 2 năm 1927, mất ngày 6 tháng 6 năm 1991) là nghệ sĩ kèn saxophone người Mỹ. Getz chủ yếu chơi tenor saxophone và được người đương thời đặt biệt danh "The Sound" ("Âm thanh") qua phong cách chơi trầm ấm, giàu tính tự sự, cùng với những kỹ năng và ảnh hưởng từ thần tượng Lester Young. Getz nổi lên từ thời kỳ big band khi chơi cùng Woody Herman, và được Scott Yanow miêu tả "là một trong những nghệ sĩ tenor saxophone vĩ đại nhất mọi thời đại". Sau này, ông tham gia vào nhiều nhóm bebop và cool jazz. Ông cũng cộng tác cùng nhiều nghệ sĩ quốc tế như João Gilberto và Antônio Carlos Jobim, góp phần phổ biến nhạc bossa nova tới nước Mỹ với ca khúc "The Girl from Ipanema" (1964).
Getz từng giành 5 giải Grammy, cho Trình diễn solo và nhóm nhạc jazz xuất sắc nhất ("Desafinado", 1962), Thu âm của năm ("The Girl from Ipanema", 1964), Album của năm (Getz/Gilberto, Stan Getz và João Gilberto (Verve), 1964), Hòa tấu solo và nhóm nhạc jazz xuất sắc nhất (Getz/Gilberto, Stan Getz và João Gilberto (Verve), 1964) và Trình diễn solo nhạc jazz xuất sắc nhất ("I Remember You", 1991).